# Baugruppenträger
Baugruppenträger (BGTR/BGT) sind offene Gehäuse aus Metall, welche für die Aufnahme von Leiterkarten (z. B. Europakarten) und Baugruppen verwendet werden. Die üblichen Baugruppenträger entsprechen der 19"-Bauweise. 

## Verwendung
Baugruppenträger werden für industrielle, wissenschaftliche und kommerzielle Anwendungen eingesetzt. Sie ermöglichen die Aufnahme, Versorgung und Verbindung der gesteckten Baugruppen. 

## Festlegungen
Der Aufbau von 19"-Baugruppenträgern ist in deutschen und internationalen Normen festgelegt:
- Europa Norm: IEC 60297-3-101, -102, -103, -104
- US-Norm: ANSI/EIA RS-310
- IEEE 1101.1, IEEE 1101.10, IEEE 1101.11

## Aufbau

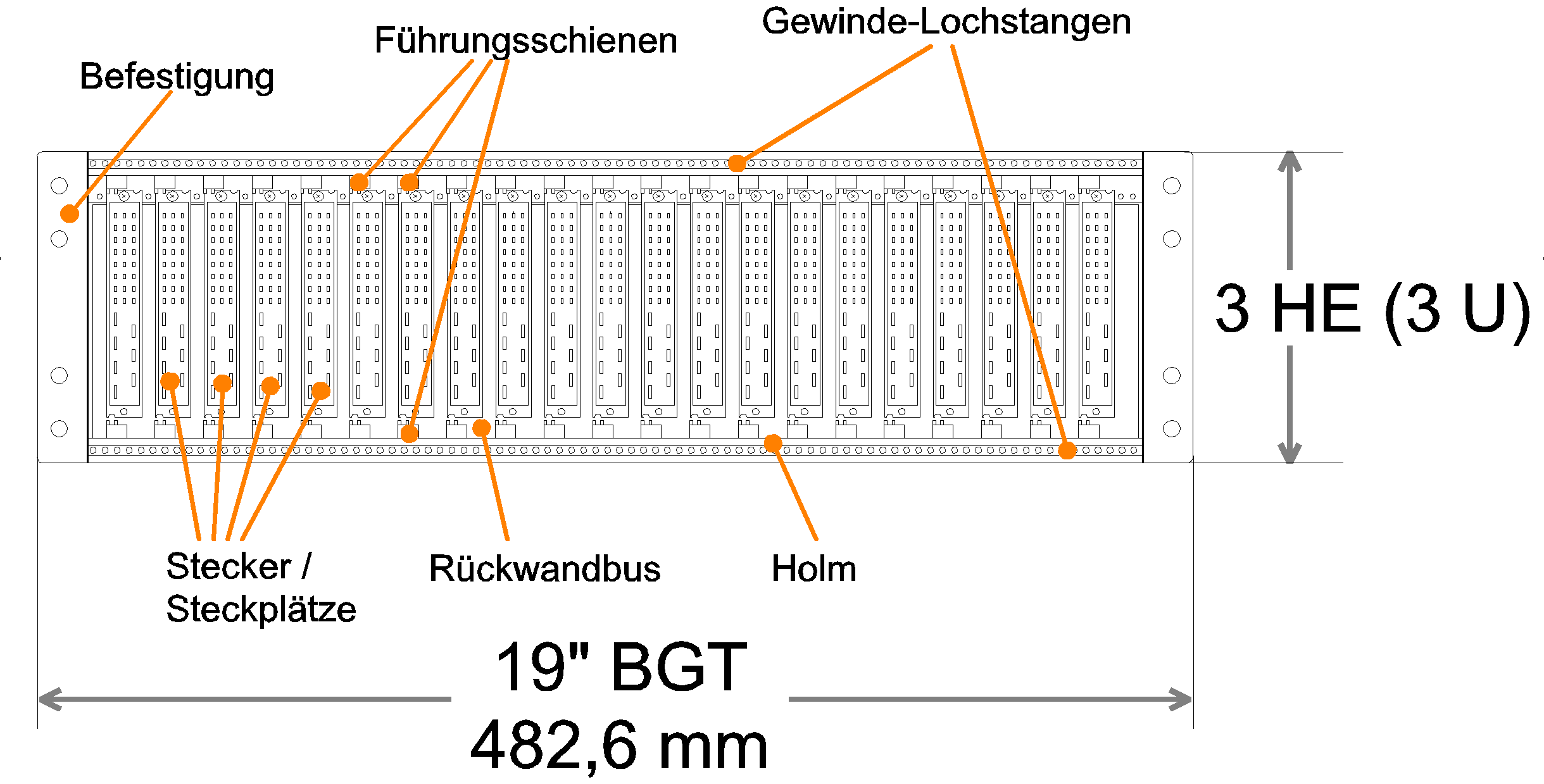
19-Zoll-Baugruppenträger mit 3 HE

Im Normalfall beinhaltet ein Baugruppenträger: 
- Führungsschienen für den sicheren Halt der Baugruppen
- Rückwandbus, auch bekannt als Busplatine oder Backplane, zur Aufnahme der Steckkontakte und Verbindung der Baugruppen untereinander
- Stecker für die Verbindung zum Rückwandbus und Verbindung der Baugruppen untereinander.

### Breite (TE)
Die Außenbreite eines Baugruppenträgers beträgt 19" = 482,6 mm.
Die Öffnungsbreite (Innenbreite) eines Baugruppenträgers wird in Teilungseinheiten (TE) angegeben, wobei
1 TE = 0,2" = 5,08 mm.
Bei einem 19"-Baugruppenträger wird von 84 nutzbaren Teilungseinheiten ausgegangen.

### Höhe (HE)
Die Höhe eines Baugruppenträger wird in Höheneinheiten (HE) angegeben, wobei
1 HE = 1,75" = 44,45 mm.
Üblich sind Höhen von 3 (Einfach-Europakarte) oder 6 (Doppel-Europakarte) Höheneinheiten.

### Allgemeines
Allgemein sind auch die amerikanischen Bezeichnungen zu finden:
- für "TE": HP (Horizontal Pitch)
- für "HE": U (Rack Unit).

### Tiefe
Die Tiefe eines Baugruppenträger richtet sich nach der Tiefe der zu verwenden Baugruppen (Europakarten).

## Montage
Üblicherweise werden Baugruppenträger untereinander in Stahlrahmen geschraubt, die nach DIN 41 494 genormt sind. Diese Stahlrahmen werden, meist drehbar, in Stahlschränke eingebaut.